# 窪川俊光
窪川 俊光（くぼかわ としみつ）は、戦国時代から安土桃山時代にかけての武将。長宗我部氏の家臣。

## 略歴
窪川氏は土佐国高岡郡窪川郷の国人で、明応9年（1500年）、相模国鎌倉から来住した山内備後守宣澄が茂串山城を築城して窪川氏と称したという。
当時の窪川一帯は「仁井田の庄」といい、窪川氏は東氏、西氏、志和氏、西原氏とともに「仁井田五人衆」と呼ばれており、窪川氏は五人衆の中で最も勢力を誇っていたとされる。窪川氏は津野氏に属していたが、天文年間（1532年～1555年）頃に土佐一条氏に従った。
その後、長宗我部氏の西進に伴い俊光は長宗我部元親の家臣となるが、天正7年（1579年）5月21日、伊予の岡本城下の合戦で主将・久武親信に従い、奮戦するが戦死した。
また、俊光の甥である宣秋、および七郎兵衛と七郎左衛門の兄弟も文禄の役で戦死したため、ここに窪川氏は断絶した。